# Reitlingstal (Naturschutzgebiet)
Das Reitlingstal ist ein aus drei Teilflächen bestehendes Naturschutzgebiet in der niedersächsischen Gemeinde Erkerode im Landkreis Wolfenbüttel.

## Allgemeines
Das Naturschutzgebiet mit dem Kennzeichen NSG BR 094 ist etwa 12,6 Hektar groß. Die Flächen im Naturschutzgebiet sind auch als FFH-Gebiet „Nordwestlicher Elm“ ausgewiesen, das sich seinerseits insgesamt auf 1.460 Hektar erstreckt. Das Naturschutzgebiet, das vom Landschaftsschutzgebiet „Elm“ umgeben ist, steht seit dem 4. Dezember 2015 unter Schutz. Es ersetzt das gleichnamige, zum 2. Dezember 1989 ausgewiesene Naturschutzgebiet. Zuständige untere Naturschutzbehörde ist der Landkreis Wolfenbüttel.

## Beschreibung
Das Naturschutzgebiet liegt im Westen des Elms im östlich von Erkerode liegenden, namensgebenden Reitlingstal im Naturpark Elm-Lappwald. Es stellt mehrere Stauteiche, den Langen Teich, den Stummelnteich und den Großen Teich sowie das Quellgebiet der Wabe, die die Stauteiche speist, unter Schutz.
Die Stauteiche, die im Mittelalter als Fischteiche angelegt wurden und nur noch extensiv zur Fischzucht genutzt werden, verfügen über eine üppige Wasservegetation aus Armleuchteralgen, Laichkräutern und Tausendblatt. Stellenweise sind Röhrichtgürtel aus Tannenwedel, Schmalblättrigem Rohrkolben und Schilf ausgebildet. Die Uferbereiche werden von schmalen Gehölzstreifen mit Schlehen, Weißdorn, Eschen, Pappeln und Weiden eingenommen. Im Süden des Stummelnteichs grenzt daran ein Waldmeister-Buchenwald. Die Teiche sind bedeutender Lebensraum verschiedener Amphibien, darunter Springfrosch und Kammmolch.
Im Quellbereich der Wabe stockt ein sehr feuchter und artenreicher Erlen-Eschen-Quellwald. In der Krautschicht siedeln hier Kleiner Baldrian und Bachnelkenwurz, standorttypische Moosarten sowie Dichtes Fischkraut im Oberlauf des Baches. Hier ist u. a. der Feuersalamander heimisch. Die Wabe ist Lebensraum von Bachforelle, Groppe und Bachneunauge.
Die Wälder und Gehölzbereiche im Naturschutzgebiet verfügen über einen teilweise hohen Alt- und Totholzanteil und sind Lebensraum verschiedener Fledermäuse – Wasser-, Große Bart-, Fransen-, Bechstein-, Zwerg-, Rauhaut- und Mopsfledermaus, Großes Mausohr und Großer Abendsegler – sowie verschiedener Vögel.
Das Naturschutzgebiet grenzt im Bereich der Teiche vielfach an landwirtschaftliche Nutzflächen sowie südlich des Stummelnteichs an Buchenwald und östlich des Großen Teichs an die Wabe begleitende Gehölze. Westlich des Großen Teichs, an dessen Uferbereich sich nach Norden und Osten eine Landesstraße anschließt, befindet sich ein Gehöft. Der Quellbereich der Wabe ist größtenteils von Waldgesellschaften umgeben.
Teile des Naturschutzgebietes im Quellbereich der Wabe sowie am Großen Teich wird vom Naturerlebnispfad Reitling als Teil des Geoparks Harz – Braunschweiger Land – Ostfalen tangiert.